# العلاقات الأسترالية الباهاماسية
العلاقات الأسترالية الباهاماسية هي العلاقات الثنائية التي تجمع بين أستراليا وباهاماس.

## مقارنة بين البلدين
هذه مقارنة عامة ومرجعية للدولتين:
| وجه المقارنة                                              | أستراليا                                   | باهاماس      |
| --------------------------------------------------------- | ------------------------------------------ | ------------ |
| المساحة (كم2)                                             | 7.69 مليون                                 | 13.88 ألف    |
| عدد السكان (نسمة)                                         | 24.51 مليون                                | 395.36 ألف   |
| الكثافة السكانية (ن./كم²)                                 | 3.19                                       | 28.48        |
| العاصمة                                                   | كانبرا، ملبورن                             | ناساو        |
| اللغة الرسمية                                             | لغة إنجليزية                               | لغة إنجليزية |
| العملة                                                    | دولار أسترالي، جنيه إسترليني، جنيه أسترالي | دولار بهامي  |
| الناتج المحلي الإجمالي (بليون دولار)                      | 1.32 تريليون                               | 12.16 مليار  |
| الناتج المحلي الإجمالي (تعادل القوة الشرائية) بليون دولار | 1.10 تريليون                               | 8.92 مليار   |
| الناتج المحلي الإجمالي الاسمي للفرد دولار أمريكي          | 56.31 ألف                                  | 22.82 ألف    |
| الناتج المحلي الإجمالي للفرد دولار أمريكي                 | 45.92 ألف                                  |              |
| مؤشر التنمية البشرية                                      | 0.939                                      | 0.790        |
| رمز المكالمات الدولي                                      | +61                                        | +1242        |
| رمز الإنترنت                                              | .au                                        | .bs          |
| المنطقة الزمنية                                           |                                            | 00           |

## منظمات دولية مشتركة
يشترك البلدان في عضوية مجموعة من المنظمات الدولية، منها:
| علم المنظمة | اسم المنظمة                               | تاريخ انضمام أستراليا | تاريخ انضمام باهاماس |
| ----------- | ----------------------------------------- | --------------------- | -------------------- |
|             | يونسكو                                    | 4 نوفمبر 1946         | 23 أبريل 1981        |
|             | الفريق المعني برصد الأرض                  | ?                     | ?                    |
|             | مؤسسة التمويل الدولية                     | 20 يوليو 1956         | 8 ديسمبر 1986        |
|             | المركز الدولي لتسوية المنازعات الاستشارية | 1 يونيو 1991          | 18 نوفمبر 1995       |
|             | منظمة حظر الأسلحة الكيميائية              | ?                     | ?                    |
|             | مؤسسة التنمية الدولية                     | 24 سبتمبر 1960        | 23 يونيو 2008        |
|             | وكالة ضمان الاستثمار متعدد الأطراف        | 10 فبراير 1999        | 4 أكتوبر 1994        |
|             | الاتحاد البريدي العالمي                   | ?                     | ?                    |
|             | الاتحاد الدولي للاتصالات                  | 27 مايو 1878          | 19 أغسطس 1974        |
|             | منظمة الشرطة الجنائية الدولية             | ?                     | ?                    |
|             | الأمم المتحدة                             | 1 نوفمبر 1945         | 18 سبتمبر 1973       |
|             | البنك الدولي للإنشاء والتعمير             | 5 أغسطس 1947          | 21 أغسطس 1973        |
|             | دول الكومنولث                             | ?                     | ?                    |

## وصلات خارجية
- موقع وزارة الخارجية الأسترالية